# Siegmund von Wallenrodt
Siegmund von Wallenrodt (* 1. Juli 1604 in Köcksten; † 13. März 1649) war ein kurbrandenburger Landobrist des Herzogtums Preußen, Amtshauptmann von Oletzko sowie Erbherr auf Draulitten, Pinnow und Kuckow.
Seine Eltern waren der Erbherr auf Köcksten Siegmund von Wallenrodt und Anna von Schönaich aus dem Haus Karnitten.
Er erhielt eine gute Erziehung und ging dann in die Niederlande. Dort kämpfte er 1620 im Achtzigjährigen Krieg. Er war zunächst Soldat in den Truppen des Grafen Wilhelm von Nassau. Er war ein tapferer Soldat, was auch dem Grafen auffiel, der ihn zum Gefreitenkorporal seiner Leibgarde machte. Bei der Belagerung von Herzogenbosch war er Leutnant, aber bei der Belagerung von Philippine in Flandern wurde er gefährlich verwundet.
Zwischen 1620 und 1635 nahm er an den Belagerungen von Steenbergen (1623), Breda (1624–1625), Groenlo (1627), ’s-Hertogenbosch (1629), Maastricht (1632), Rheinberg (1633), Philippine (1633) und Schenckenschanz (1635–1636) teil.
Im Jahr 1636 rief der Kurfürst Georg Wilhelm nach Berlin. Dort ernannt er ihn zum Major im Infanterie-Regiment unter dem Oberst Melchior von Dargitz. Bald darauf wurde er zum Oberstleutnant ernannt und besetzte mit einigen Kompanien Oderberg. Danach deckte er die Stadt Frankfurt an der Oder. 1641 wurde er als Nachfolger von Otto Wilhelm von Podewils zum Landobristen in Preußen ernannt. Er starb am 13. März 1649. Sein Grabstein soll sich an der Nordwand des Hohen Chores im Dom von Königsberg befinden.
Sein Nachfolger als Landobrist wurde Christoph Albrecht von Schoenaich.

## Familie
Er war mit Magarethe von der Marwitz verheiratet, Witwe von Adam von Redern († 1637) auf Wansdorf und Schwante und Tochter von Hans von der Marwitz Kommandant von Küstrin.  Das Paar hatte einen Sohn und vier Töchter.